# Ernest Faber
Pour les articles homonymes, voir Faber.
Ernest Anthonius Jacobus Faber est un footballeur puis entraîneur néerlandais né le 27 août 1971 à Geldrop. Il évolue au poste de défenseur central du début des années 1990 au début des années 2000. Il est désormais reconverti en entraîneur.

## Carrière

### Joueur
- 1988-2004 : PSV Eindhoven  Pays-Bas
  - 1990-1991 : NEC Nimègue  Pays-Bas (prêt)
  - 1991-1992 : Sparta Rotterdam  Pays-Bas (prêt)
  - fév. 1994-1994 : FC Groningue  Pays-Bas (prêt)

### Entraîneur
- oct. 2007-déc. 2007 : FC Eindhoven  Pays-Bas
- avr. 2008-2008 : FC Eindhoven  Pays-Bas
- 2010-mars 2012 : FC Eindhoven  Pays-Bas
- 2015-2016 : NEC Nimègue  Pays-Bas
- 2016-2018 : FC Groningue  Pays-Bas

## Palmarès
- 1 sélection et 0 but avec l'équipe des Pays-Bas en 1998
- Champion des Pays-Bas en 1997, 2000, 2001 et 2003 avec le PSV Eindhoven
- Vainqueur de la Coupe des Pays-Bas en 1996 avec le PSV Eindhoven
- Finaliste de la Coupe des Pays-Bas en 1998 avec le PSV Eindhoven
- Vainqueur de la Supercoupe des Pays-Bas en 1996, 1997, 1998, 2000, 2001 et 2003 avec le PSV Eindhoven